# Erimyzon sucetta
Erimyzon sucetta es una especie de peces de la familia Catostomidae en el orden de los Cypriniformes.

## Morfología
• Los machos pueden llegar alcanzar los 41 cm de longitud total.

## Alimentación
Come micro crustáceos y larvas.

## Hábitat
Es un pez de agua dulce y de clima templado (4 °C-20 °C).

## Distribución geográfica
Se encuentran en Norteamérica.